# 戈尔费什核电站
戈尔费什核电站（法語：Centrale Nucléaire de Golfech）是法国塔恩-加龙省戈尔费什村内的一座核电站。该站有两个正在运行的压水反应堆，两个178.5米高的冷却塔，冷却用水取自加龍河。